# Bely (Stadt)
Bely (russisch Бе́лый) ist eine Kleinstadt in der Oblast Twer (Russland) mit 3772 Einwohnern (Stand 14. Oktober 2010).

## Geografie
Die Stadt liegt am Westrand der Höhen von Bely etwa 300 Kilometer westlich der Oblasthauptstadt Twer bei der Mündung der Obscha in die Mescha, einen  Nebenfluss der Düna.
Bely ist Verwaltungszentrum des gleichnamigen Rajons.
Die nächstgelegene Bahnstation ist das 50 Kilometer entfernte Nelidowo an der Strecke Moskau – Riga.

## Geschichte
Bely wurde erstmals im 13. Jahrhundert als Stadt im Fürstentum Smolensk urkundlich erwähnt. Das russische белый/bely bedeutet „weiß/hell“, aber vermutlich wurde das Wort bei der Benennung der Stadt im übertragenen Sinne verwendet.
Gegen Ende des 14. Jahrhunderts wurde die Stadt vom Großfürstentum Litauen erobert. 1503 gelangte sie wieder in den Besitz des Großfürstentums Moskau. 1506 wurde eine große Festung errichtet, welche 1508 einer Belagerung durch polnisch-litauische Truppen standhielt.
Von 1610 bis 1613 während des Polnisch-Russischen Krieges 1609–1618 in polnischer Hand, wurde die Stadt nach Kriegsende gemäß dem Vertrag von Deulino an Polen abgegeben. 1625 hat der König Sigismund III. der Stadt das Magdeburger Recht verliehen. Zu Beginn des Russisch-Polnischen Krieges 1654–1667 wurde Bely jedoch endgültig vom Zarentum Russland erobert.
In der zweiten Hälfte des 19. Jahrhunderts war Bely Zentrum der Holzflößerei auf den Flüssen Obscha, Mescha und Düna.

### Bevölkerungsentwicklung
| Jahr | Einwohner |
| ---- | --------- |
| 1897 | 6952      |
| 1939 | 8300      |
| 1959 | 4126      |
| 1970 | 4846      |
| 1979 | 4945      |
| 1989 | 5228      |
| 2002 | 4350      |
| 2010 | 3772      |

Anmerkung: Volkszählungsdaten

## Kultur und Sehenswürdigkeiten
Die Stadt besitzt ein Heimatmuseum.
Im Dorf Nesterowo gibt es ein Historisches und Revolutionsmuseum.

## Wirtschaft
In Bely gibt es Betriebe der Holzwirtschaft sowie der Textil- und Lebensmittelindustrie.